# Karl Golikow
Karl Golikow (* 20. März 1935 in Schlesien; † 3. September 1972 am Piz Badile) war ein deutscher Bergsteiger. Er zählte in den 1960er Jahren zu den aktivsten und erfolgreichsten Alpinisten Deutschlands.

## Biografie
Er wurde 1935 als Sohn von Willy und Anny Golikow in Schlesien geboren. Nach dem Besuch der Volksschule siedelte er mit seinen Eltern 1946 nach Bremen über, wo er von 1950 bis 1953 eine Lehre zum Maschinenbauschlosser absolvierte. Anschließend zog er nach Stuttgart und verlobte sich mit Adelheid Reiter. Seit 1956 war er als Bergsteiger aktiv.
1960 bestieg er die Laliderer Spitze im Karwendel sowie das Dachl und die Rosskuppe im Gesäuse. 1960/1961 erklomm er die Große und die Westliche Zinne der Drei Zinnen in den Sextener Dolomiten, die Große Zinne dabei über die Direttissima und ohne Biwak. Die Westliche Zinne erreichte er über die Franzosenführe und die Schweizerführe. An der Civetta in den Dolomiten bestieg er zwischen 1961 und 1965 die Gipfel Livanosführe (1961), Punte Civetta und Punta Tissi (beide 1965). 
1964 war er viel in der Mont-Blanc-Gruppe unterwegs und bestieg dort die Nordwände der Aiguille de Triolet und der Courtes sowie den Südwestpfeiler der Aiguille du Dru und 1965 den Grand Capucin über die Erstbegeherroute. Im selben Jahr stand er auch auf dem Gipfel der Punta Penia an der Marmolata in den Dolomiten, die er über die Südwestwand und den Südpfeiler erreichte.
1966 war er einer der Erstbegeher der Eiger-Nordwand über die John-Harlin-Route. 1967 war er an einer Expedition in den Hindukusch beteiligt und nahm auch an einer erfolglosen Tour zum Nanga Parbat teil. Zudem bestieg er unter anderem noch die Rotwand über die Südwestwand und den Sass Maor über die Ostwand.
1969 geriet er am Walkerpfeiler der Grandes Jorasses in einen Steinschlag, wobei sein Gefährte Jörg Lehne ums Leben kam. Durch eine dabei erlittene Oberschenkelfraktur musste er längere Zeit genesen. Danach bestieg er noch unter anderem die Calanque und die Nordwand des Monte Pelmo.

## Tragödie am Piz Badile
Anfang September 1972 wollte er zusammen mit dem 19-jährigen Otto Uhl die Nordostwand des Piz Badile in den Bergeller Alpen durchsteigen. Um schneller voranzukommen, waren die beiden nur mit kleinen Rucksäcken über die Nordkante in den unteren Wandteil eingestiegen, wo sie auf die beiden Bergsteiger Siegfried Hupfauer und Alois Ritter trafen. Der weitere Aufstieg entwickelte sich zur Tragödie. 
Golikow und Uhl verstiegen sich und wurden von Hupfauer und Ritter auf der richtigen Route überholt, zudem gerieten die vier Kletterer im weiteren Verlauf in einen heftigen Wettersturz. Aufgrund von Schneeabrutschen, Wasserfällen und Steinschlag schien ihnen ein Abstieg zu gefährlich, weshalb sie zwei Biwakplätze errichteten. Beim Versuch, ins Biwak von Golikow hochzuprusiken, kam Otto Uhl aufgrund von Erschöpfung und Erfrierung ums Leben. Golikow überlebte die Nacht zwar, war jedoch stark erschöpft und von Erfrierungen an den Beinen betroffen. Die anderen beiden Bergsteiger versuchten ihn weiter hochzuziehen, mussten dieses Unterfangen jedoch aufgrund von Erschöpfung und einem Seilsturz Golikows aufgeben. Sie sicherten ihn an einem Standplatz und erreichten erst spät in der Nacht eine Biwakschachtel am Gipfel. Golikow wurde am nächsten Morgen tot von Rettungskräften aus dem Standplatz geborgen.
Die Tragödie wurde von der Zeitschrift Alpinismus (Heft 2/73, S. 26 u. 40) und dem Buch Sicherheit und Risiko in Fels und Eis (Band 1, S. 16 b. 18) von Pit Schubert aufgearbeitet.
Am 14. September 1972 wurden Karl Golikow und Otto Uhl auf dem Friedhof in Untertürkheim beigesetzt.